# Hukiw
Hukiw (ukrainisch Гуків; russisch Гуков Gukow, polnisch Huków) ist ein Dorf im Südwesten der ukrainischen Oblast Chmelnyzkyj mit etwa 700 Einwohnern.

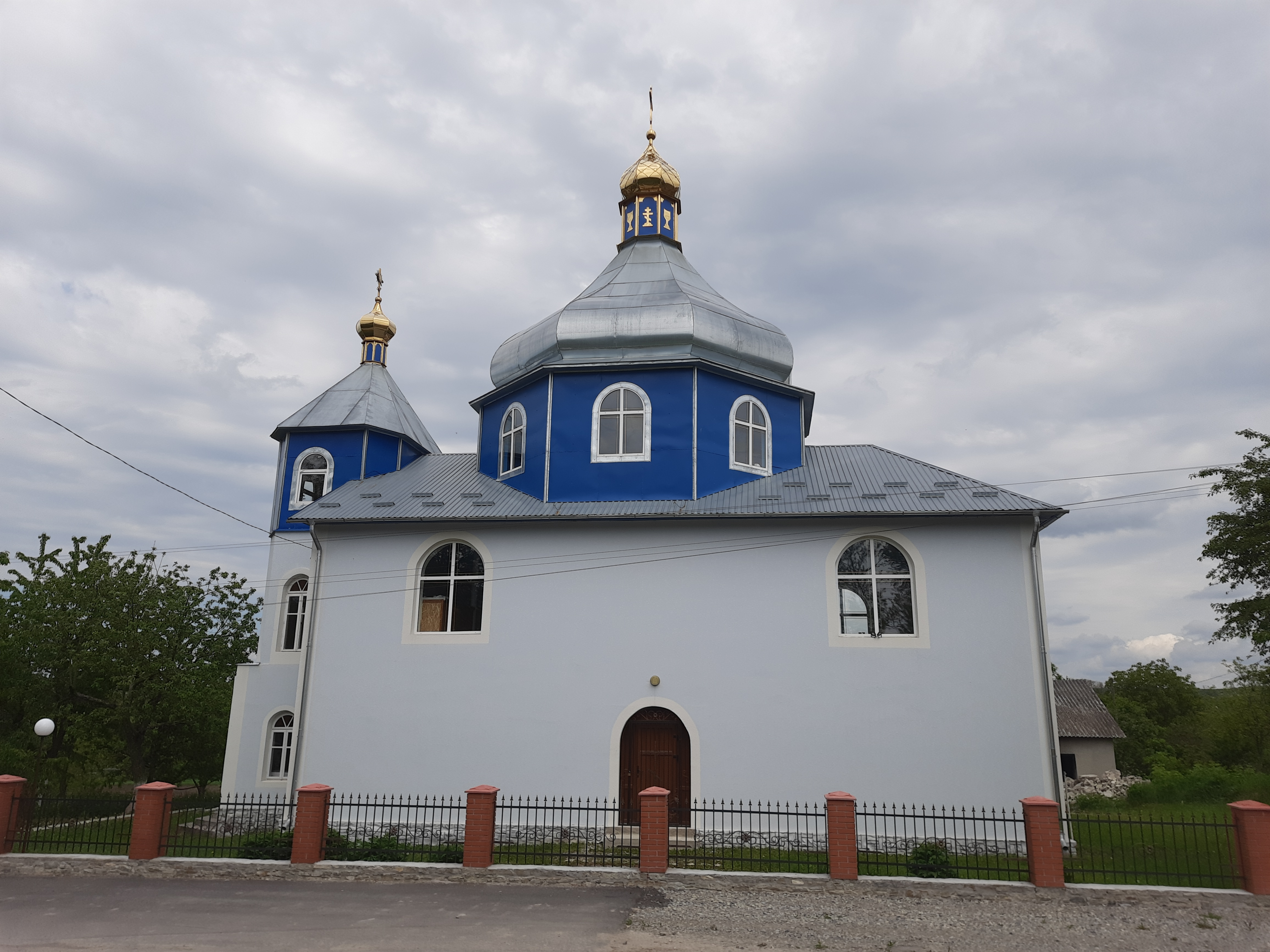
Die Sankt-Nikolaus-Kirche in Hukiw

Das Dorf wurde 1442 zum ersten Mal schriftlich erwähnt und liegt an der ukrainischen Regionalstraße R-24, oberhalb des Ostufers des Sbrutsch, 32 Kilometer nordwestlich der Rajonshauptstadt Kamjanez-Podilskyj und 85 Kilometer südwestlich der Oblasthauptstadt Chmelnyzkyj, die ehemalige Rajonshauptstadt Tschemeriwzi liegt 20 Kilometer nordöstlich des Ortes.

## Verwaltungsgliederung
Am 15. September 2016 wurde das Dorf zum Zentrum der neugegründeten Landgemeinde Hukiw (Гуківська сільська громада/Hukiwska silska hromada). Zu dieser zählen auch die 7 in der untenstehenden Tabelle aufgelisteten Dörfer, bis dahin bildete es zusammen mit den Dörfern Burty, Dolyniwka und Marjaniwka die gleichnamige Landratsgemeinde Hukiw (Гуківська сільська рада/Hukiwska silska rada) im Südwesten des Rajons Tschemeriwzi.
Am 17. Juli 2020 kam es im Zuge einer großen Rajonsreform zum Anschluss des Rajonsgebietes an den Rajon Kamjanez-Podilskyj.
Folgende Orte sind neben dem Hauptort Hukiw Teil der Gemeinde:
| Name                     | Name           | Name                                 |
| ukrainisch transkribiert | ukrainisch     | russisch                             |
| ------------------------ | -------------- | ------------------------------------ |
| Burty                    | Бурти          | Бурты                                |
| Dolyniwka                | Долинівка      | Долиновка (Dolinowka)                |
| Mala Bereschanka         | Мала Бережанка | Малая Бережанка (Malaja Bereschanka) |
| Marjaniwka               | Мар’янівка     | Марьяновка (Marjanowka)              |
| Pjatnytschany            | П’ятничани     | Пятничаны (Pjatitschany)             |
| Pukljaky                 | Пукляки        | Пукляки (Pukljaki)                   |
| Schabynzi                | Жабинці        | Жабинцы (Schabinzy)                  |